# Nyctimene aello
Nyctimene aello — вид рукокрилих, родини Криланових.

## Середовище проживання
Країни поширення: Індонезія, Папуа Нова Гвінея. Вид був записаний від рівня моря до 1000 м над рівнем моря. Проживає в первинних та вторинних лісах, болотистих лісах і сільських садах.

## Стиль життя
Тварини ночують у листі, окремо або в невеликих групах.